# Babcock-Shattuck House

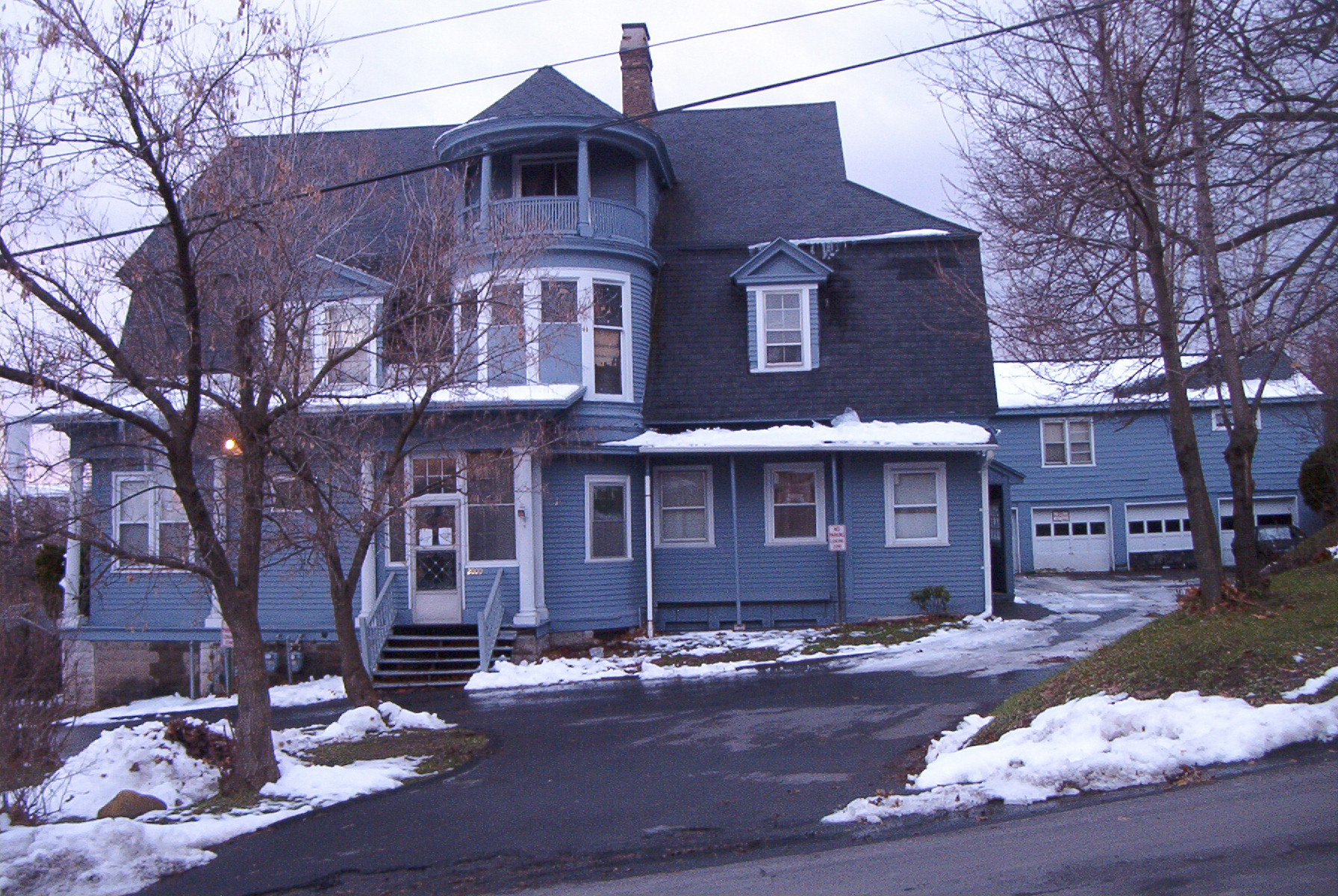
Frontansicht des Babcock-Shattuck House

Das 1895 errichtete Babcock-Shattuck House, auch bekannt als Jewish War Veterans Post, ist ein historisches Haus, gelegen an der East Genesee Street auf Nummer 2000–2004 in der Stadt Syracuse im Onondaga County im US-Bundesstaat New York. Es gehörte ehemals dem Arzt Archer D. Babcock. Die Architektur ist ausgeprägt im Queen Anne Style.
Das Haus war zeitweilig eine Anlaufstelle der Jewish War Veterans of the United States of America, eine jüdische Kriegsveteranenorganisation. Momentan steht das Haus leer und ist renovierungsbedürftig. Es befindet sich in Privatbesitz.
Das Babcock-Shattuck House wurde am 12. Mai 2004 vom National Register of Historic Places mit der Nummer 04000429 in die Register aufgenommen.